# Samuel Madden
Samuel Madden (ur. 23 grudnia 1686 w Dublinie, zm. 31 grudnia 1765 w Manor Waterhouse, hrabstwo Fermanagh) – irlandzki pisarz.
Studiował w Trinity College w Dublinie, gdzie w 1705 uzyskał bakalaureat, a w 1723 tytuł doktora teologii (Doctor of Divinity).
Debiutował w 1729 sztuką Themistocles, the Lover of His Country, która była wystawiana w Londynie. W 1731 napisał A Proposal for the General Encouragement of Learning in Trinity College, a w 1733 opublikował anonimowo w Londynie Memoirs of the Twentieth Century. W 1738 napisał Reflections and Resolutions proper for the Gentlemen of Ireland.
Był jednym z założycieli Royal Dublin Society. 

## Memoirs of the Twentieth Century
Memoirs of the Twentieth Century (Pamiętniki z dwudziestego wieku), będące satyrą, to prawdopodobnie pierwsza książka, której akcja dzieje się w zdefiniowanej przyszłości. W treści książki anioł doręcza ambasadorowi angielskiemu listy opisujące świat z 1997 roku.
Prawie cały nakład 1000 egzemplarzy został po kilku dniach wykupiony i zniszczony przez samego Maddena.